# Jumban

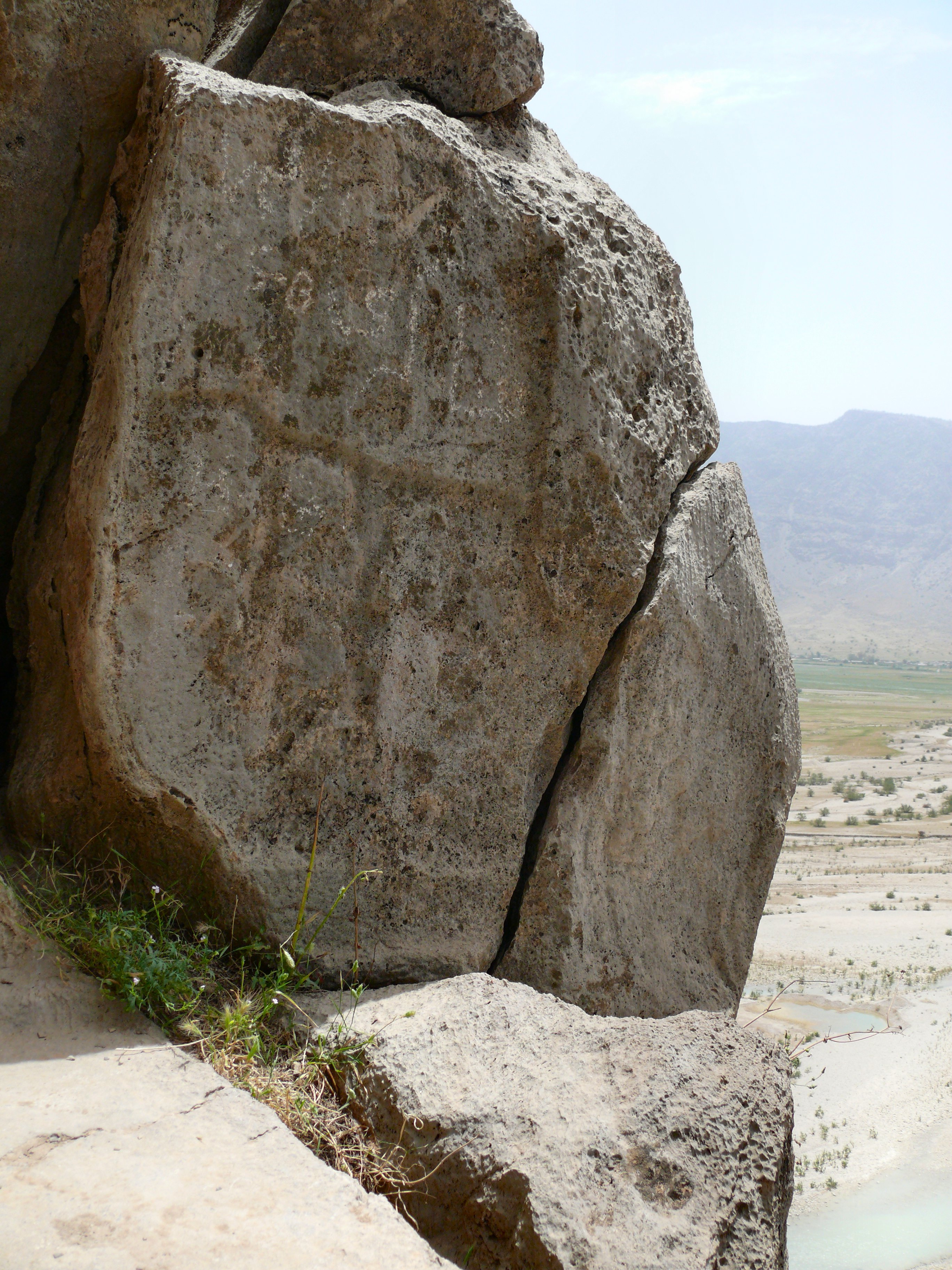
Las procesiones de adoradores a la derecha añadieron más tarde paneles del relieve de la Roca Elamite de Kurangun. Tomado en la aldea de Seh Talan, distrito de Fahlian, cerca de Noorabad, provincia de Fars, Irán (mayo de 2009)

Jumban es el dios elamita del cielo y la atmósfera. Su equivalente sumerio es Anu. 
En textos elamitas aparece, fundamentalmente, con el epíteto GAL, que significa "el Grande". Solo se ha encontrado una mención aislada en un ladrillo de Choga Zanbil donde Jumban está escrito silábicamente. Además de su nombre también puede encontrarse con otros epítetos asociados como 'el rey', 'el más grande de los dioses', 'el gran protector', 'el protector divino sublime' o 'el que crea estabilidad'.
Jumban fue desde la época de los primeros textos, el dios supremo masculino de Elam, aunque fuese probable que él mismo estuviera originalmente sujeto al poder supremo de la gran diosa Kiririsha. Junto con ella e Inshushinak, formó la tríada suprema del panteón elamita durante un tiempo.
Varios reyes elamitas, en su mayoría del período neo-elamita, fueron nombrados en honor a Jumban con su prefijo. Este desarrollo, sin embargo, debe considerarse por separado de otro dios elamita, Humban.